# 尼泊尔人
尼泊尔人 是指生活在尼泊尔境內的公民，没有尼泊尔公民身份但祖先來自尼泊尔的人會被尼泊爾當局視為會说尼泊尔语的外国人。  他們也被稱為尼泊尔侨民。有許多尼泊爾人移民至印度。